# Crossopriza semicaudata
Crossopriza semicaudata (лат.) — вид пауков-сенокосцев рода Crossopriza (Smeringopinae, Pholcidae). Распространён в Афротропике (Египет, Судан, Чад).

## Описание
Мелкие пауки-сенокосцы, длина тела около 3,4 мм, ширина карапакса 1,4 мм, длина ног до 3,5 см. Карапакс охристо-жёлтый; ямка карапакса спереди светло-коричневая; стернум коричневый с более темными радиальными метками; ноги охристо-жёлтые, без тёмных колец, с чёрными линиями на бёдрах и голенях; брюшко охристо-серое, с несколькими нечёткими тёмными метками дорсально; вентрально с чёрной срединной полосой, частично нарушенной.
Биология не исследована. Несколько особей были собраны в домах, что позволяет предположить, что это, по крайней мере, частично синантропный вид. В Донголе (Судан) пауки были собраны с паутин среди пальм.

## Систематика
Вид был впервые описан в 1876 году английским пастором и зоологом Октавиусом Пикард-Кембриджом (1828—1917) под названием Pholcus semicaudatus  O. Pickard-Cambridge, 1876, а его валидный статус подтверждён в ходе родовой ревизии и исследования разнообразия пауков Африки и Азии, проведённой в 2022 году немецким арахнологом Бернхардом Хубером (Bernhard Huber, Alexander Koenig Research Museum of Zoology, Бонн, Германия). Легко отличить от близких видов по деталям пальп самцов (прокурсус с отчётливым пролатеральным отростком, вентральный склерит с проксимальным вентральным отростком; дистальный бульбальный склерит простой и плоский, без вентрального апофиза); также по хелицерам самцов (медиально направленные апофизы и расширенные основания волосков) и гениталиям самок (эпигинум короткий и широкий, как у Crossopriza pristina, но без отчётливой срединной внутренней структуры и поровые пластинки расположены дальше друг от друга).